# The Scandinavian Tire & Rim Organization
The Scandinavian Tire & Rim Organization (STRO) är en branschorganisation som regelbundet publicerar aktuella databöcker angående mått på däck och fälgar. Dessa databöcker fungerar som uppslagsverk för däckverkstäder, bilbesiktningsmän och trafikpoliser, när man ställs inför frågor angående däck/fälg-typer och dimensioner.